# Grit Hammer
Grit Hammer (geborene Haupt; * 4. Juni 1966 in Saalfeld/Saale) ist eine ehemalige deutsche Kugelstoßerin und Gewichtheberin. 
Sie trat für die DDR bei den Halleneuropameisterschaften 1990 in Glasgow an und gewann im Kugelstoßen mit 19,53 m Bronze hinter Claudia Losch und Natalja Lissowskaja. Drei Zentimeter hinter ihr belegte Astrid Kumbernuss Platz vier. Bei den Halleneuropameisterschaften 1992 wurde sie Siebte mit 17,89 m, 1994 belegte sie mit 18,58 m Platz fünf.
Bei den Hallenweltmeisterschaften 1995 in Barcelona belegte sie mit 19,02 m Platz vier hinter der Russin Larissa Peleschenko, der Deutschen Kathrin Neimke und der US-Amerikanerin Connie Price-Smith. Peleschenko wurde jedoch im Nachhinein wegen Doping disqualifiziert, und Grit Hammer erhielt die Bronzemedaille.
Unter ihrem Geburtsnamen Grit Haupt stieß sie 1987 mit 20,72 m persönliche Bestleistung. Als Kugelstoßerin war sie 1987 Zweite bei den DDR-Meisterschaften und 1994 Zweite bei den Deutschen Meisterschaften.
Ihren einzigen Deutschen Meistertitel gewann Grit Hammer nicht als Leichtathletin, sondern 1993 in der obersten Gewichtsklasse der Gewichtheberinnen. Bei den Gewichtheber-Europameisterschaften 1994 wurde sie Vierte.
Die 1,80 m große Athletin wog in ihrer Aktivenzeit deutlich über 90 kg. Mit dem Diskus erreichte sie 1984 65,96 m. Bis 1990 startete sie für den SC Motor Jena. Nach der Wende trat sie für die Leichtathletikgemeinschaft LAC Quelle an. 